# 斉藤由貴 SINGLESコンプリート
『斉藤由貴 SINGLESコンプリート』（さいとうゆき シングルズコンプリート）は、斉藤由貴のベスト・アルバム。2007年7月18日発売。発売元はポニーキャニオン。

## 解説
1999年までの間にリリースされた全シングルEP・CDのA・B面曲が収録されたシングル・コレクション。Disc 1・2ともに、奇数がA面曲、偶数がB面曲にあたる。
12インチシングル「土曜日のタマネギ」と、来生たかおとのデュエット「ORACIÓN -祈り-」も収録された。
クリスマス特別企画盤として限定リリースされた「Christmas Night」「Ave Maria〜Who」の2作品と、「こむぎいろの天使」（1999年）のカップリング曲は宗次郎による演奏（Instrumental）のため、本ベスト盤には未収録。
「「さよなら」」は当時3曲入マキシシングルでもリリースされたが、同盤に収録された「うしろの正面だあれ」は未収録。
その他、シングル楽曲に関する詳細は、項目「収録曲」以下の各リンク先を参照されたい。
タイトルの「SINGLESコンプリート」は、ポニーキャニオンが使用しているベスト盤シリーズの名称である。それ以前には、シングル曲を軸にアルバム曲も収録した「MYこれ!クション」というシリーズもあり、「SINGLESコンプリート」はその「MYこれ!」シリーズを発展させたアイテムと云える。斉藤由貴のように現役の歌手から、「おニャン子クラブ」のように解散・引退・ソロデビューした歌手まで、女性歌手を中心に発売された。なお、斉藤由貴は「MYこれ!」も2001年11月21日にリリースされている。詳細は『MYこれ!クション 斉藤由貴BEST』を参照されたい。

## 収録曲

### Disc 1
1. 卒業（4:42）
  - 歌手デビュー曲。 明星食品 コマーシャルソング
2. 青春（3:48）
  - A面曲「卒業」は明星食品のCMソングであったが、その商品コピーが「青春という名のラーメン」である。
3. 白い炎（4:14）
  - フジテレビ系ドラマ『スケバン刑事』主題歌
  - 再レコーディング版が「悲しみよこんにちは （21st century ver.）」の3曲目に収録されている。
4. 石鹸色の夏（4:12）
5. 初戀（3:37）
6. 海の絵葉書（4:14）
7. 情熱（4:56）
  - 自身が主演した東宝映画『雪の断章』主題歌
  - 富士フイルム カセットテープ「AXIA」コマーシャルソング
8. ささやきの妖精（3:59）
9. 悲しみよこんにちは（3:56）
  - 『第37回NHK紅白歌合戦』歌唱曲。紅組の司会（キャプテン）も務めた。
  - フジテレビ系アニメ『めぞん一刻』テーマソング
  - 資生堂商品 コマーシャルソング
  - 再レコーディングされた「悲しみよこんにちは （21st century ver.）」が2007年11月28日にリリースされた。
10. お引越し・忘れもの（4:44）
11. 土曜日のタマネギ（7:21）
  - 12インチ・シングル・ヴァージョン。
  - 前奏の短いヴァージョンは『ガラスの鼓動』（1986年）に収録。
  - コーラスのひとりは久保田利伸である。
12. AXIA 〜かなしいことり〜（8:50）
  - 12インチ・シングル・ヴァージョン
13. 青空のかけら（3:54）
  - 富士フイルム カセットテープ「AXIA」コマーシャルソング
  - シングルでは唯一、オリコンヒットチャートで1位を獲得した。
14. 指輪物語（4:11）

### Disc 2
1. MAY（4:50）
  - 映画『恋する女たち』主題歌
2. 追い風のポニー・テール（4:20）
3. 砂の城（3:59）
  - 富士フイルム カセットテープ「AXIA」コマーシャルソング
4. 記憶（4:35）
5. 「さよなら」（4:37）
  - 本人出演映画『「さよなら」の女たち』主題歌で、サザンオールスターズのメンバー・原由子が作曲を担当。
  - 1987年12月頃、ポニーキャニオンが積極的に制作した3曲入りシングル規格「CD SINGLE 3」の一環として、マキシシングルで発売された。マキシ盤の1曲目は「うしろの正面だあれ」であるが、当ベストには未収録。
6. あなたに会いたい（4:36）
7. ORACIÓN -祈り-（4:35）
  - 映画『優駿 ORACION』主題歌。
  - 作曲者・来生たかおとのデュエット。タイトルは「オラシオン」と読む。
8. 花嵐（4:49）
9. 夢の中へ（3:31）
  - 日本テレビ系ドラマ『湘南物語』主題歌
  - 井上陽水のカバー。単純かつインパクトの強い振付も話題となった。
  - 2007年の再レコーディング版が「悲しみよこんにちは （21st century ver.）」の2曲目に収録されている。
10. あなたの存在（3:44）
11. いつか（4:16）
  - アルバム『LOVE』（1991.12.4）からのリカット・シングル
12. Yours（6:05）
13. なぜ（4:32）
  - 編曲家・澤近泰輔は、2007年発売セルフカバー・シングルも編曲した。
  - 筒美京平作曲シングルは1985年11月の「情熱」以来であったが、斉藤・筒美コンビのシングルA面曲はこれが初。
14. ふりむけばただの一日（4:32）
15. こむぎいろの天使（4:04）
  - 映画『こむぎいろの天使 すがれ追い』オープニングテーマ

## 関連作品
- The Special Series 斉藤由貴
  - Disc 1 M-1・2・3・4・5
- Yuki's MUSEUM
  - Disc 2 M-11・13・15を除く、奇数のトラック・ナンバーすべて （「土曜日の〜」は別ヴァージョン）
- YUKI's BEST
  - Disc 1 M-1・9・13、Disc 2 M-1・9・11・12 （Version違い含む）
- MYこれ!クション 斉藤由貴BEST
  - Disc 2 M-15を除く、奇数のトラック・ナンバーすべて
- 斉藤由貴 CD-BOX 1
- 斉藤由貴 CD-BOX 2